# Jun Zhang
Jun Zhang (20 de julio de 1998) es un atleta chino especializado en marcha atlética.
Zhang consiguió la medalla de oro en la Copa del Mundo de Marcha Atlética de 2016, disputada en Roma.
Su anterior participación a nivel internacional fue en el Campeonato Mundial Juvenil de Atletismo de 2015, celebrado en Cali (Colombia), donde terminó segundo en los 10 000 m con un tiempo de 42:33.68.

## Mejores marcas personales
| Mejores marcas personales                                                                                                  | Mejores marcas personales | Mejores marcas personales | Mejores marcas personales |
| Distancia | Tiempo                    | Lugar                     | Fecha                     |
| --- | ------------------------- | ------------------------- | ------------------------- |
| 10 000 m | 41:07.02                  | Fuzhou, China             | 24 de octubre de 2015     |
| 10 km | 40:10                     | Huangshan, China          | 5 de marzo de 2016        |
| PC - Pista Cubierta. Las competiciones en pista vienen indicadas en metros y las que son en ruta se indican en kilómetros. |                           |                           |                           |